# Hibiscus brachysiphonius
Hibiscus brachysiphonius är en malvaväxtart som beskrevs av Ferdinand von Mueller. Hibiscus brachysiphonius ingår i Hibiskussläktet som ingår i familjen malvaväxter. Inga underarter finns listade i Catalogue of Life.

## Bildgalleri

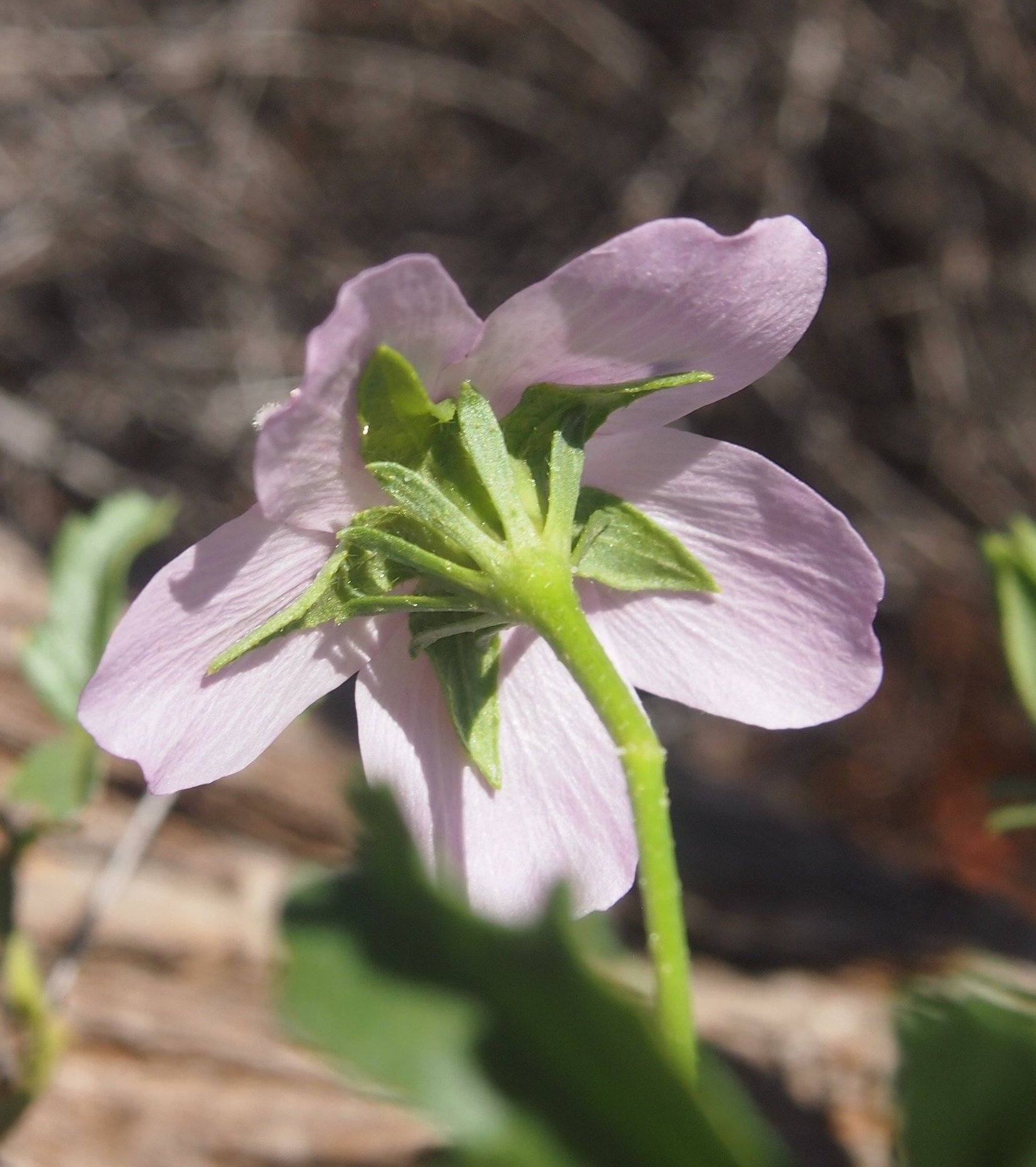
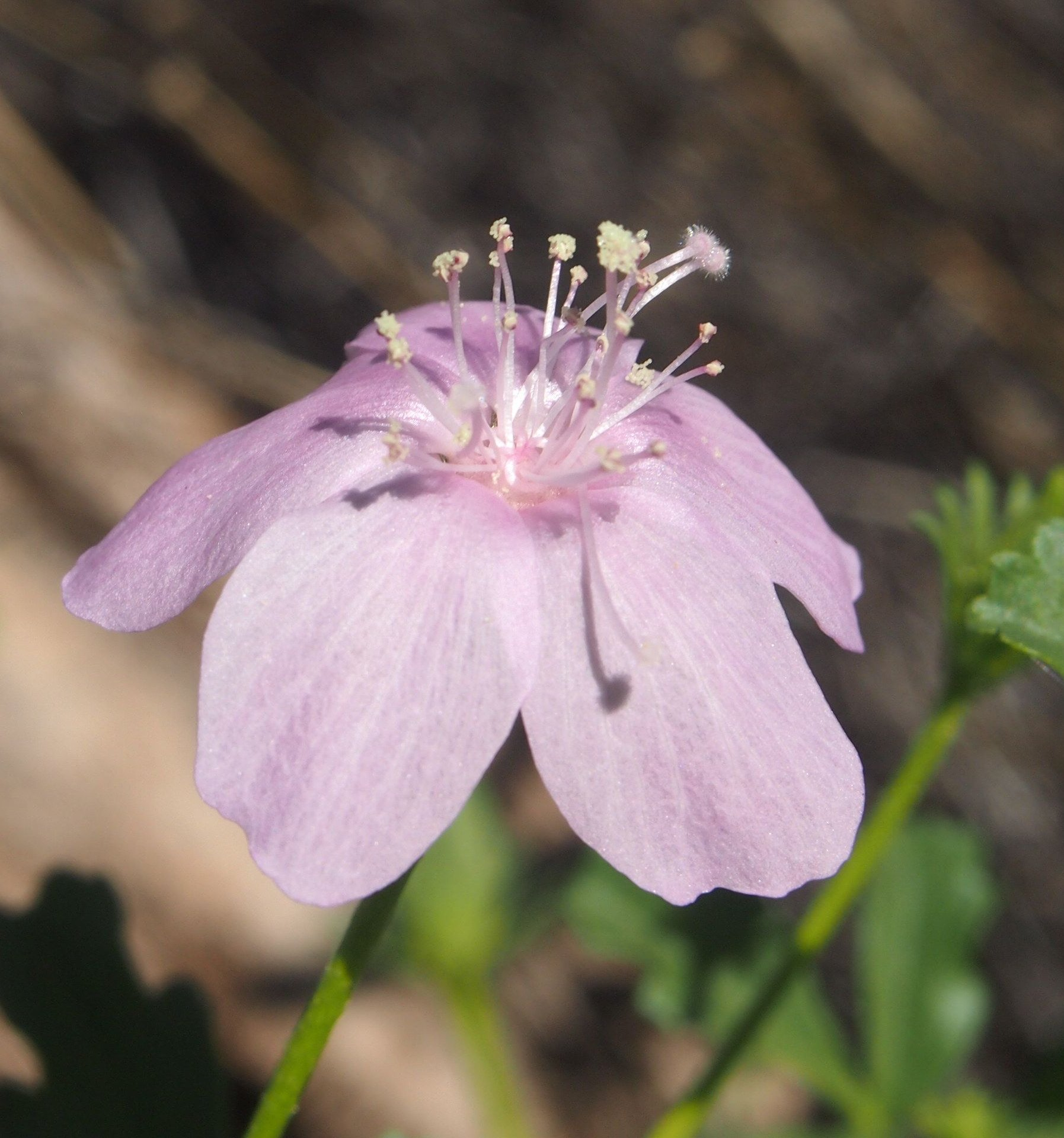
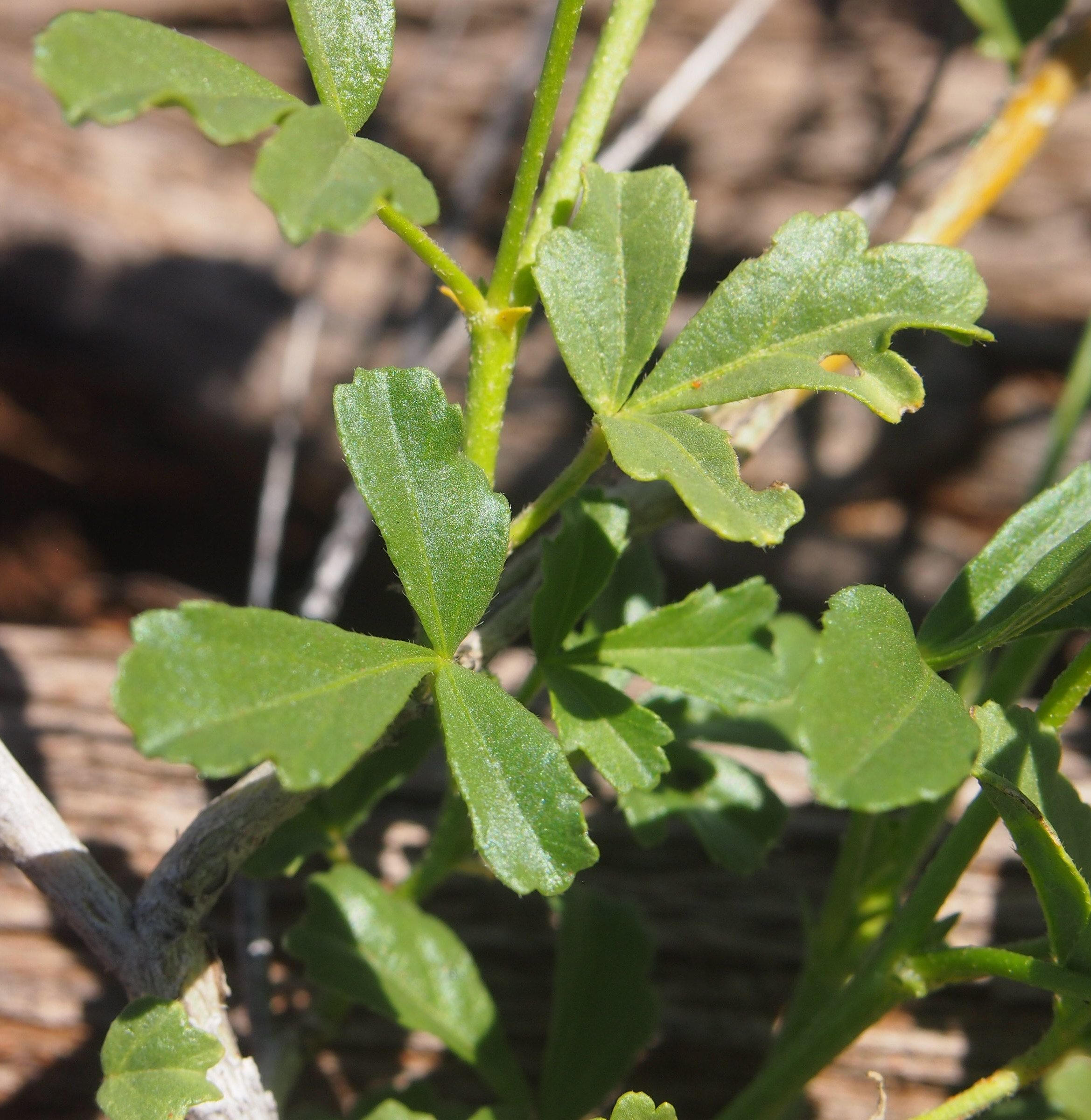
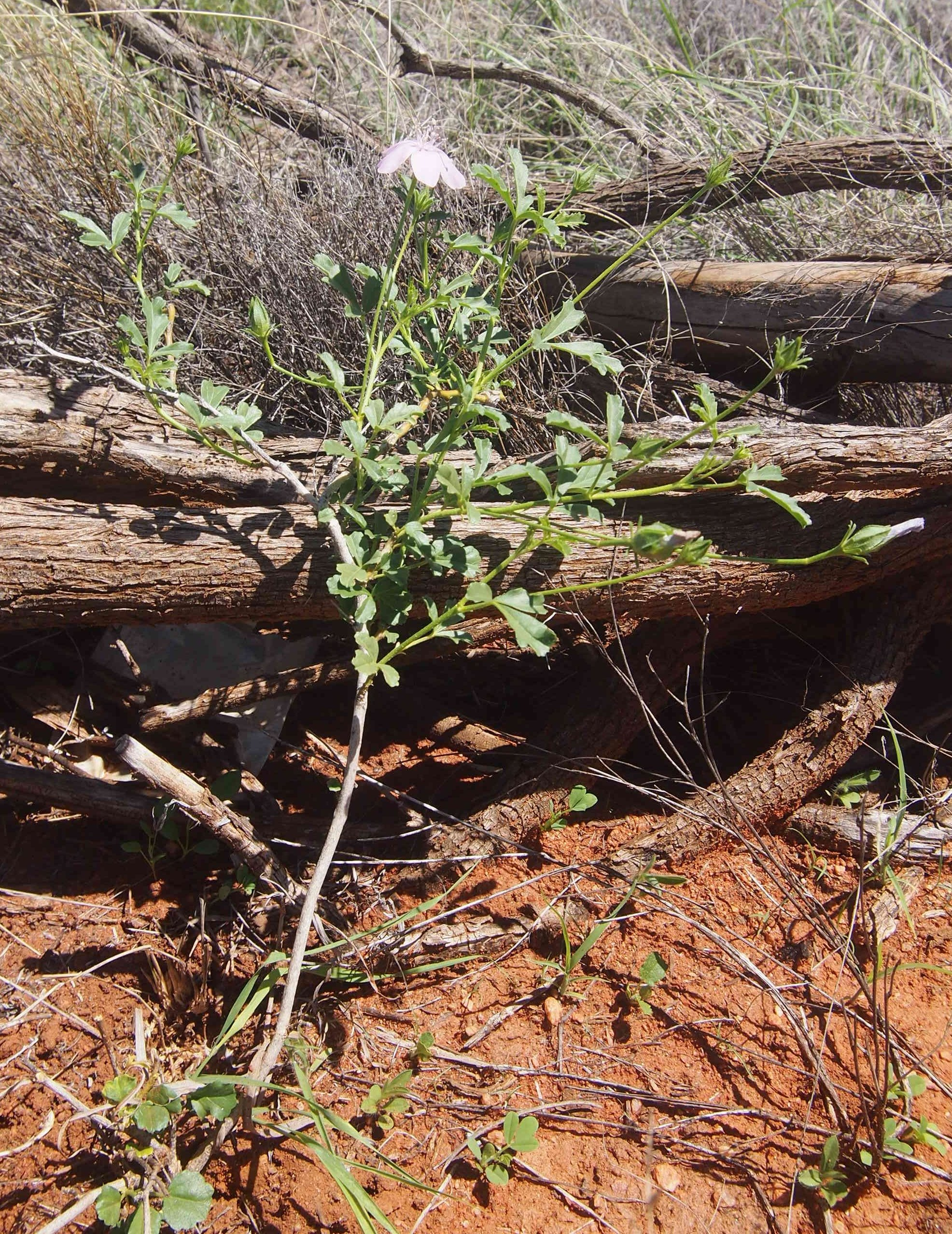